# Pfarrkirche Dalaas

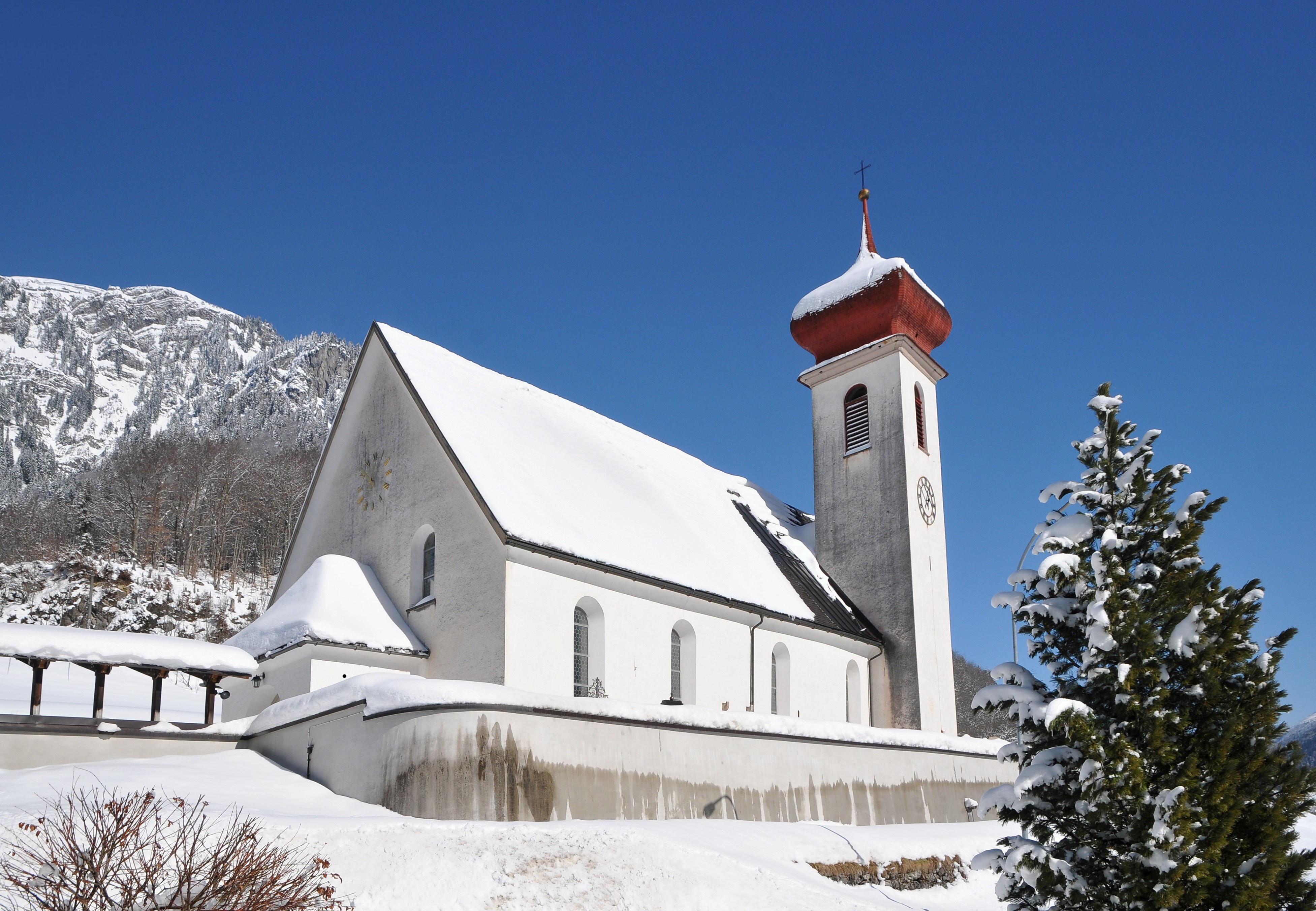
Kath. Pfarrkirche hl. Oswald in Dalaas

Die römisch-katholische Pfarrkirche Dalaas steht in der Gemeinde Dalaas im Klostertal in Vorarlberg. Die  Pfarrkirche hl. Oswald gehört zum Dekanat Bludenz-Sonnenberg in der Diözese Feldkirch. Die Kirche und der Friedhof stehen unter Denkmalschutz (Listeneintrag).

## Geschichte
Anfangs war Dalaas kirchlich eine Filiale von Nüziders. 1350 bestand eine Kapelle und 1386 eine Pfarre. An der Stelle der Kapelle wurde 1507 eine Kirche erbaut. 1629 wurde das Langhaus verlängert. 1792 wurde die Kirche barockisiert und 1793 der Turm erhöht. 1832 wurde die Sakristei angebaut. 1863/1864 war eine Restaurierung. 
Erdbebenschäden aus der jüngeren Zeit gaben den Anlass zu einer umfangreichen Instandsetzung von Turm und Dachstuhl sowie einer Innenrenovierung zwischen 2019 und 2021.

## Architektur
Die Kirche steht in einer Höhe von 916 m ü. A. am Nordhang etwa 85 m über dem Talboden und ist von einem Friedhof umgeben. Das barocke Langhaus und der eingezogene gotische Chor haben ein gemeinsames Satteldach. Die Westfront und der Südturm haben niedrige Vorzeichen.

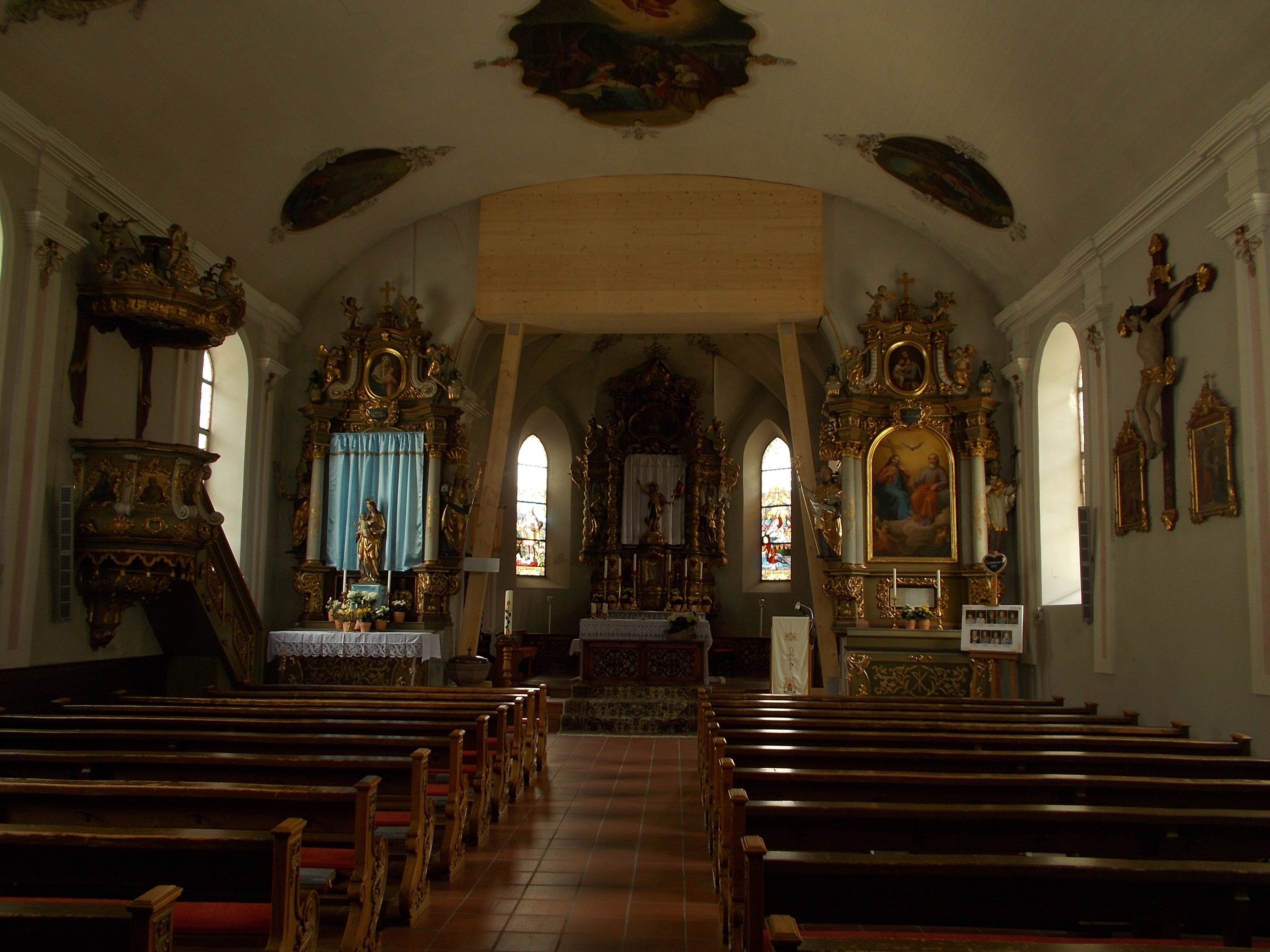
Inneres der Kirche (2019) mit dem durch eine Holzkonstruktion abgestütztem, von Rissen durchsetzten Chorbogen

Das Langhaus zeigt sich außen ohne plastische Gliederung mit fünf Rundbogenfenstern. Das Portal an der Südseite hat einen Flachbogen. Das Vorzeichen im Westen mit einer Rundbogenarkade ist gemauert und hat eine Flachdecke. In der Westfront sind zwei Rundbogenfenster, ein Rundbogenportal mit einer gekehlten Laibung mit einer holzgeschnitzten Tür aus dem 19. Jahrhundert. Der eingezogene Chor hat Spitzbogenfenster. Nördlich am Chor steht ein zweigeschoßiger Sakristeianbau unter einem Pultdach. Der Turm erhielt mit dem Architekten Franz Anton Purtscher eine Zwiebelhaube (1793).
Das Langhausinnere hat ein Flachtonnengewölbe über einem umlaufenden Gesims und fünf Rundbogenfenster mit Stuckleistenrahmung zwischen Pilastern mit Weinlaubstuckdekor. Im Westen des Langhauses ist eine Empore mit einer geraden Brüstung mit zwei geschwungenen Aufgängen, die Brüstung und die Untersicht zeigen Stuckdekor.
Der eingezogene Chorbogen hat C-Schnörkel auf barocken Pilastern. Der eingezogene zweijochige Chor mit Dreiachtelschluss hat ein Stichkappengewölbe auf barocken Pilastern, links ist ein barockes Rundbogenportal zur Sakristei, und rechts ist ein gotisches Spitzbogenportal zum Turm. Das Spitzbogenfenster an der Scheitelwand ist vermauert.
Die Fresken im Langhaus, vorne Geburt Christi, mittig  Auferstehung Christi, im Chor Opfer Melchisedechs, malte Jacob Bertle (1897/1898). Im Langhaus, hinten Pfingstwunder, seitlich links Berufung Petri, Erweckung der Tochter des Jairus, malte Hans Bertle. Verkündigung, Zwölfjähriger Jesus im Tempel, Christus erscheint Magdalena, Taufe des äthiopischen Kämmerers durch den hl. Paulus in Stuckrahmen mit Blattdekor sind aus dem Ende des 18. Jahrhunderts.
Die Glasmalerei im Chor zeigt links Wendelin und rechts Martin und Isidor.

## Ausstattung

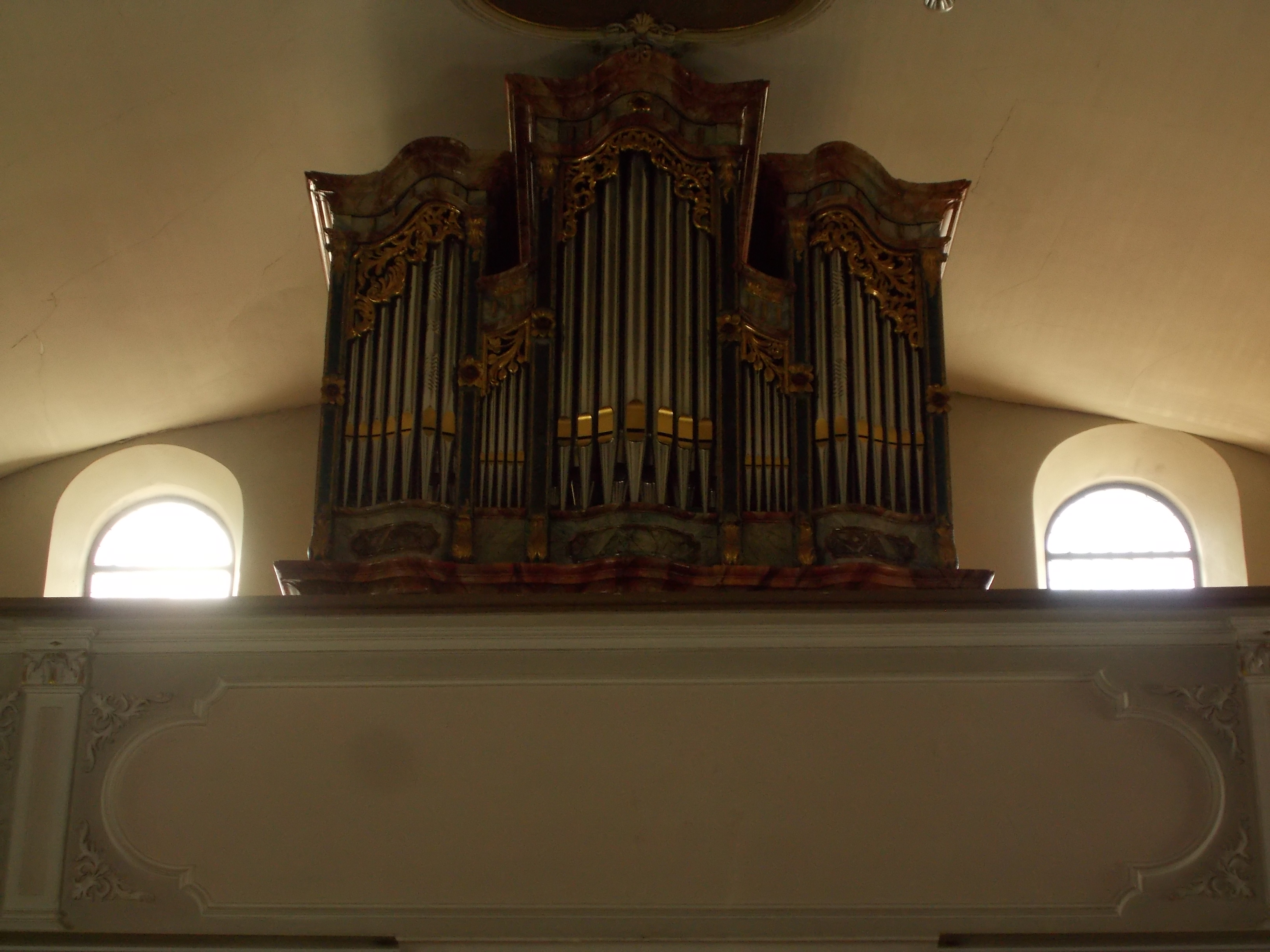
Orgelprospekt

Den Hochaltar als Viersäulenaufbau mit gedrehten Säulen und einem reich verkröpften Gebälk und einem Volutenaufsatz und einer hohen Tabernakelzone auf geschwungenem Grundriss baute Josef Vonier (1750). Die Fassung malte Johann Adam und Johannes Fuetscher (1754). Das Hochaltarbild hl. Oswald und das Oberbild Gottvater und Heiliger Geist malte Franz Bertle (1865). Die Figuren, links Wolfgang und rechts Florian, zwei kniende Gebälkengel und vier Putten schuf der Bildhauer Andreas Kölle (um 1730).
Die Orgel in einem Rokoko-Gehäuse von 1792 von Anton Fuchs wurde 1909 von Anton Behmann umgebaut und 1969 restauriert.